# Yutaka Kawaguchi
Pour les articles homonymes, voir Kawaguchi (homonymie).
Yutaka Kawaguchi (川口 寛, Kawaguchi Yutaka) (né le 5 avril 1973 à Kisarazu au Japon) est un joueur japonais de hockey sur glace.

## Carrière de joueur
Il commence sa carrière chez les professionnels en 1996 avec le Kokudo Keikaku HC. Il reste fidèle à ce club pendant plusieurs saisons et participe aux deux titres consécutifs remportés par le club en 2005 et 2006. Il joue par la suite trois autres saisons, cette fois avec les Seibu Prince Rabbits, avant de prendre sa retraite en termes de la saison 2008-2009.
Il représente à quelques reprises son pays lors de compétitions internationales dont les Jeux olympiques d'hiver de 1998 tenu à Nagano.

## Statistiques

### En club
| Saison    | Équipe               | Ligue       |    | Saison régulière | Saison régulière | Saison régulière | Saison régulière | Saison régulière |   | Séries éliminatoires | Séries éliminatoires | Séries éliminatoires | Séries éliminatoires | Séries éliminatoires |
| Saison    | Équipe               | Ligue       | PJ | B                | A                | Pts              | Pun              | PJ               | B | A                    | Pts                  | Pun                  |                      |                      |
| 1996-1997 | Kokudo Keikaku HC    | Japon       | 28 | 3                | 5                | 8                | 29               |                  |   |                      |                      |                      |                      |                      |
| 1997-1998 | Kokudo Keikaku HC    | Japon       | 39 | 2                | 18               | 20               | 6                |                  |   |                      |                      |                      |                      |                      |
| 1998-1999 | Kokudo Keikaku HC    | Japon       | 40 | 5                | 12               | 17               | 36               |                  |   |                      |                      |                      |                      |                      |
| 1999-2000 | Kokudo Keikaku HC    | Japon       |    |                  |                  |                  |                  |                  |   |                      |                      |                      |                      |                      |
| 2000-2001 | Kokudo Keikaku HC    | Japon       |    |                  |                  |                  |                  |                  |   |                      |                      |                      |                      |                      |
| 2001-2002 | Kokudo Keikaku HC    | Japon       |    |                  |                  |                  |                  |                  |   |                      |                      |                      |                      |                      |
| 2002-2003 | Kokudo Keikaku HC    | Japon       |    |                  |                  |                  |                  |                  |   |                      |                      |                      |                      |                      |
| 2003-2004 | Kokudo Keikaku HC    | Asia League | 16 | 6                | 6                | 12               | 8                |                  |   |                      |                      |                      |                      |                      |
| 2004-2005 | Kokudo Keikaku HC    | Asia League | 39 | 3                | 9                | 12               | 8                | 7                | 0 | 1                    | 1                    | 4                    |                      |                      |
| 2005-2006 | Kokudo Keikaku HC    | Asia League | 38 | 4                | 7                | 11               | 22               | 12               | 1 | 4                    | 5                    | 12                   |                      |                      |
| 2006-2007 | Seibu Prince Rabbits | Asia League | 8  | 0                | 1                | 1                | 6                | 7                | 1 | 1                    | 2                    | 2                    |                      |                      |
| 2007-2008 | Seibu Prince Rabbits | Asia League | 30 | 3                | 4                | 7                | 28               | 4                | 0 | 0                    | 0                    | 4                    |                      |                      |
| 2008-2009 | Seibu Prince Rabbits | Asia League | 33 | 1                | 4                | 5                | 4                | 11               | 0 | 0                    | 0                    | 2                    |                      |                      |

### En équipe nationale
| Année | Équipe | Événement            | PJ | B | A | Pts | Pun | Résultats    |
| ----- | ------ | -------------------- | -- | - | - | --- | --- | ------------ |
| 1998  | Japon  | Jeux olympiques      | 4  | 0 | 0 | 0   | 0   | 13e position |
| 1999  | Japon  | Championnat du monde | 3  | 0 | 0 | 0   | 4   | 16e position |
| 2000  | Japon  | Championnat du monde | 6  | 0 | 1 | 1   | 4   | 16e position |
| 2001  | Japon  | Championnat du monde | 4  | 1 | 0 | 1   | 2   | 16e position |
| 2002  | Japon  | Championnat du monde | 6  | 0 | 1 | 1   | 4   | 16e position |
| 2003  | Japon  | Championnat du monde | 6  | 0 | 0 | 0   | 0   | 16e position |